# Puhlbruch / Silberkuhle
Das Naturschutzgebiet Puhlbruch / Silberkuhle liegt auf dem Gebiet der Gemeinde Reichshof im Oberbergischen Kreis in Nordrhein-Westfalen.
Das etwa 339 ha große Gebiet, das im Jahr 2005 unter Naturschutz gestellt wurde, erstreckt sich östlich von Eckenhagen, einem Ortsteil der Gemeinde Reichshof. Am südlichen Rand des Gebietes verläuft die A 4 und westlich die Landesstraße L 324. Die L 351 durchkreuzt das Gebiet in Nord-Süd-Richtung.